# 平戶城

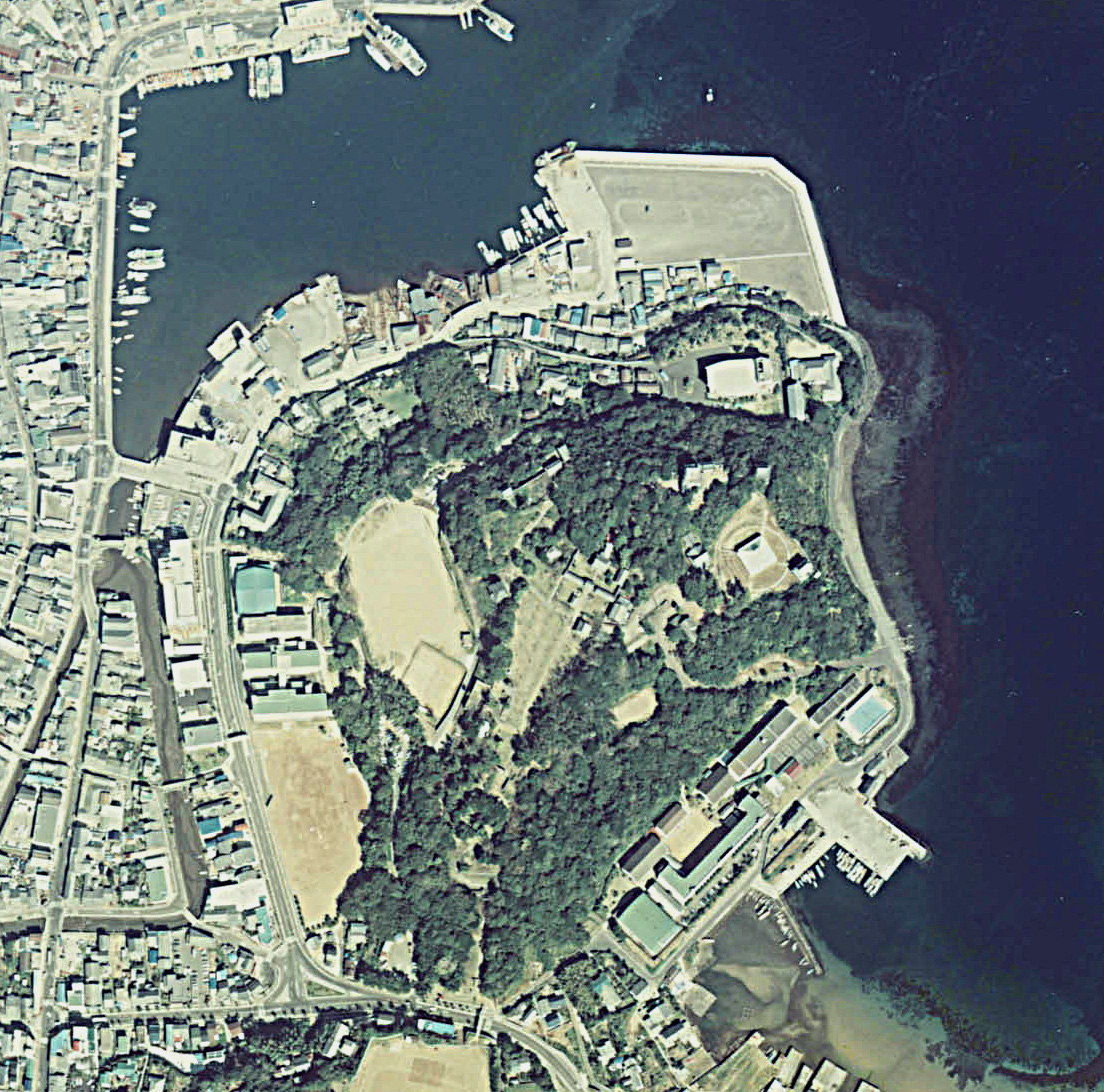
平戶城的空拍圖
（1977年拍攝）

平戶城是日式城堡，又稱作龜岡城、龜甲城、日之嶽城。位于長崎縣平戶市岩之上町。江戶時代時是平戶藩松浦氏的居住城。

## 概要
平户城位于平户岛，在平户市街的东部。城堡所在的丘陵向平户海峡突出，可以望见对面的九州本岛。
平户城三面由海水围绕，作为天然的堀。该城为梯郭式平山城，本丸建造于丘陵的顶部，二之丸在南侧，三之丸在东侧。
最早在安土桃山时代，由松浦镇信建造，但不久即被破坏。江户时代中期重建。在重建时按照山鹿素行的军学理论而设计。平户城与赤穗城（平城）并称，是唯一的山鹿流的平山城。

## 历史·变迁

### 安土桃山时代·江户时代
下松浦党的栋梁松浦鎮信在参加丰臣秀吉的九州征伐后，确保了对松浦郡和壹岐的领地所有权。万历朝鲜战争后，庆长4年（1599年）在现在的城堡所在地的日之岳开始筑城。可是，庆长18年（1613年）在即将竣工之时松浦镇信又亲自放火将城烧毁。其理由是为了洗脱与丰臣氏交往过密的嫌疑，以及其最爱的嗣子久信的死去。
镇信在平户港的北侧（平户市镜川町）修建了被称为“中之馆”的宅邸作为平户藩的藩厅。明治时代在这里建造了松浦氏的私邸。现为松浦史料博物馆。
元禄15年（1702年）第4代藩主松浦重信向幕府申请筑城，于翌年元禄16年（1703年）获准许，这在江户时代中期是少有的获准筑城的案例。这被认为是由于跟德川家的姻戚关系以及东海警备的必要性。
镇信（天祥）是山鹿素行的弟子，与素行一起奔走在全国进行资料收集，基于山鹿流军学的做圈绳定界。他希望招揽素行到平户但没有实现，于是将其子高基和义昌兄弟招揽为平户藩士。平户城实际的筑城指导由义昌担任。
在第5代藩主松浦栋治下，元禄17年（1704年）2月开工，在宝永4年（1707年）时基本完工。未修建天守，而在二之丸建了的3重3层的乾橹代替。

### 近现代
明治4年（1871年）由于废藩置县被废城，翌年，除了现存的狸橹和北虎口门（搦手门），其余的建筑物被拆除了。
昭和37年（1962年），修建了模拟天守，重建了见奏橹·乾橹·地藏坂橹·怀柔橹。天守内为松浦党等的资料馆，国家级重要文化遗产的环头大刀（龟冈神社藏）展示于其中。原平户城所占地域，现在建有龟冈神社、龟冈公园和市民运动场等设施。
平成18年（2006年）4月6日，被选为日本100名城第90号。

## 民俗资料

### 狸橹的传说
关于保存至今的狸橹，流传着以下的传说。橹的地板下面住着狸。天保初年（1830年）橹维护时剥下了全部地板。据说某天夜里，狸化身为小姓，来到藩主的卧室，恳求准许继续居住在橹的地板下，作为交换，会永世守护平户城。次日，地板即按原样被铺设回去。从此以后，这个橹就被称作狸橹。

## 图集

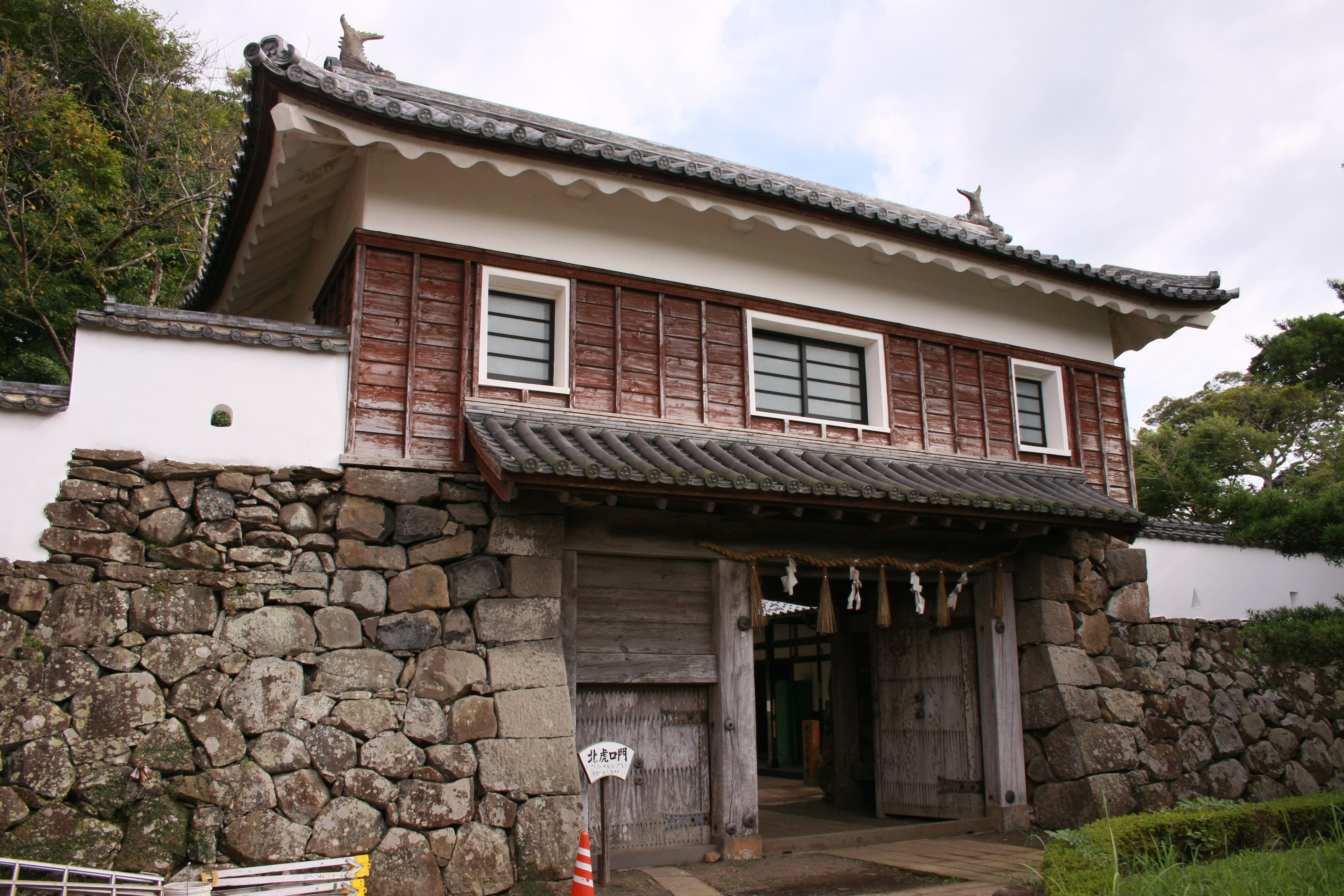
北虎口门
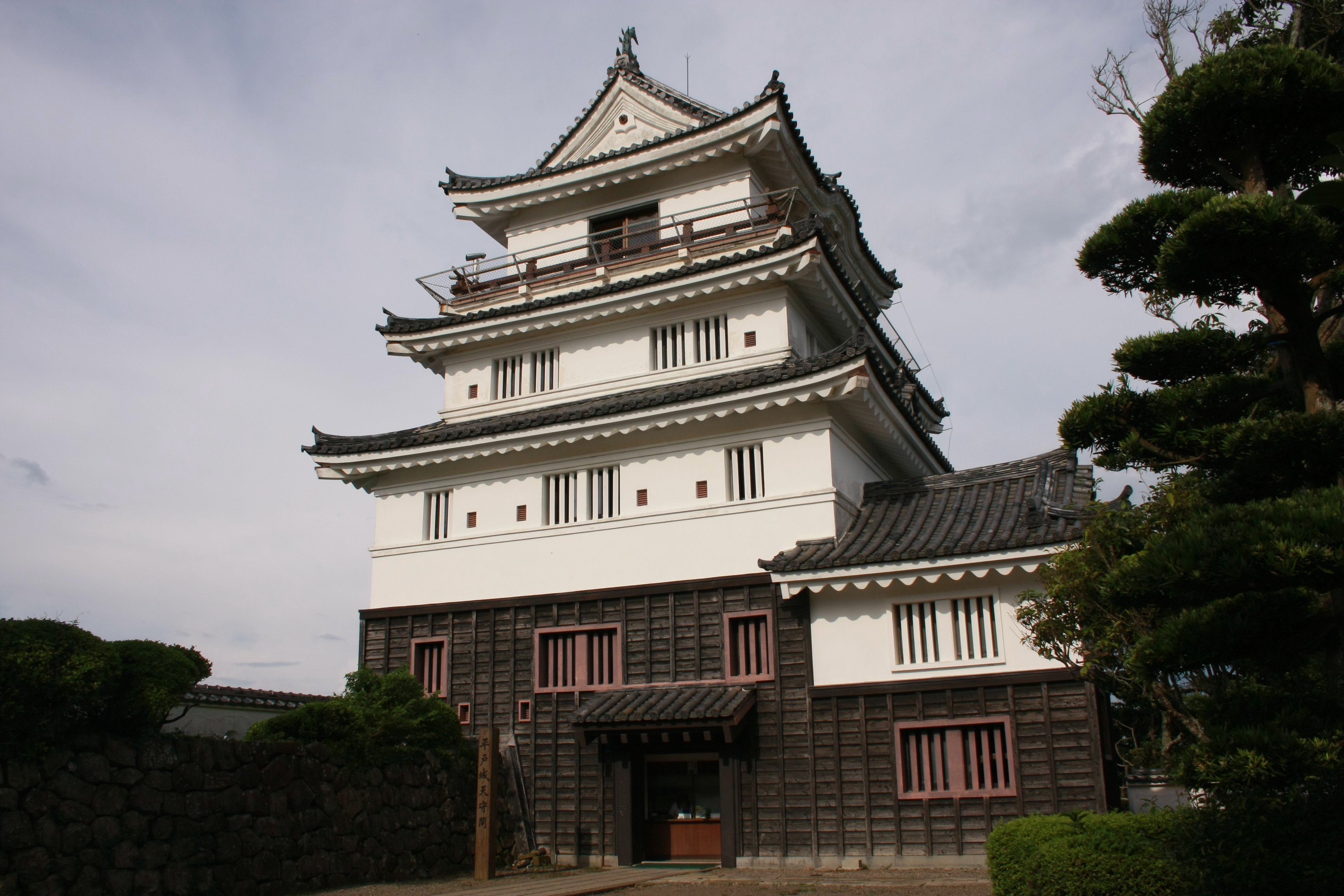
模拟天守
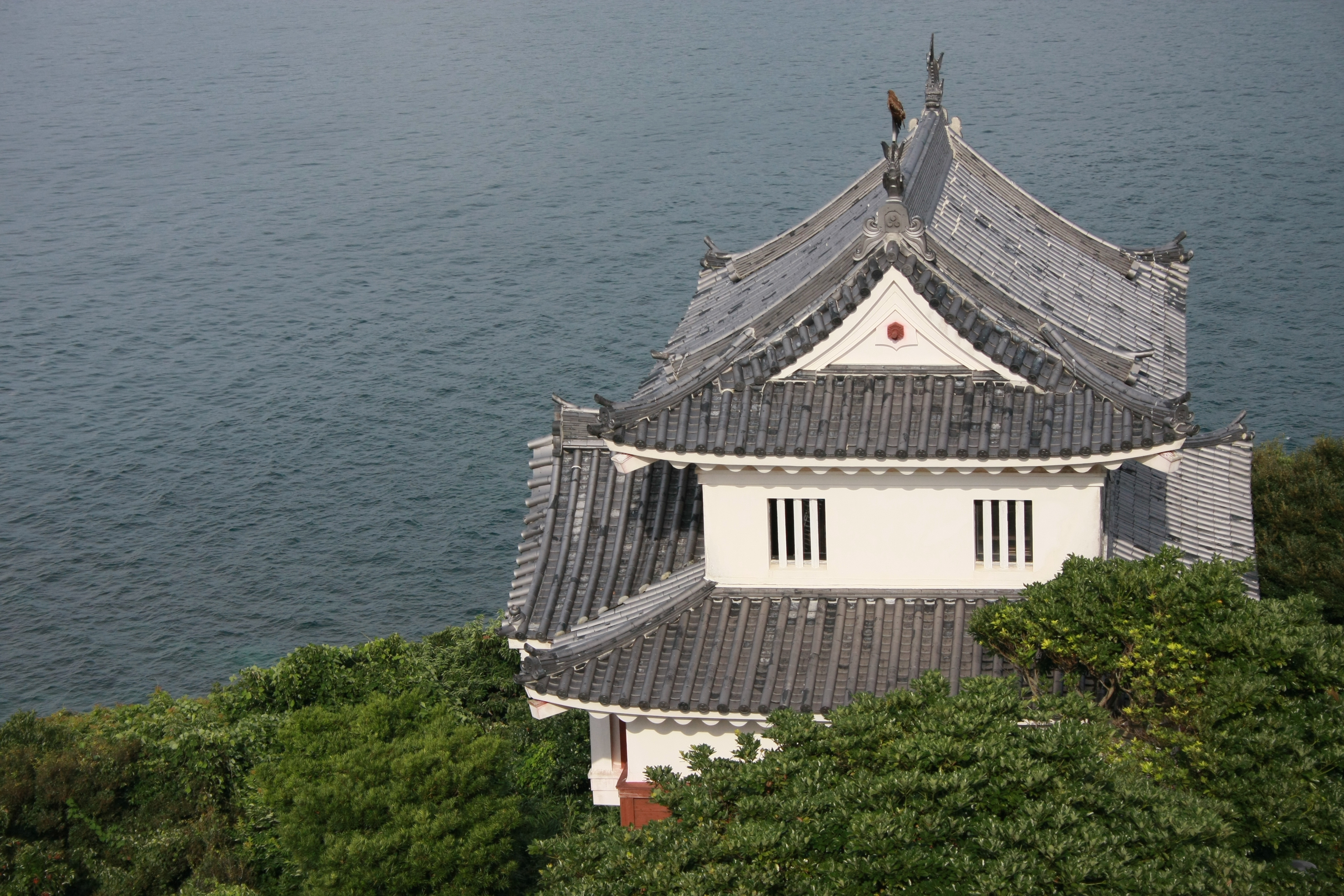
見奏橹
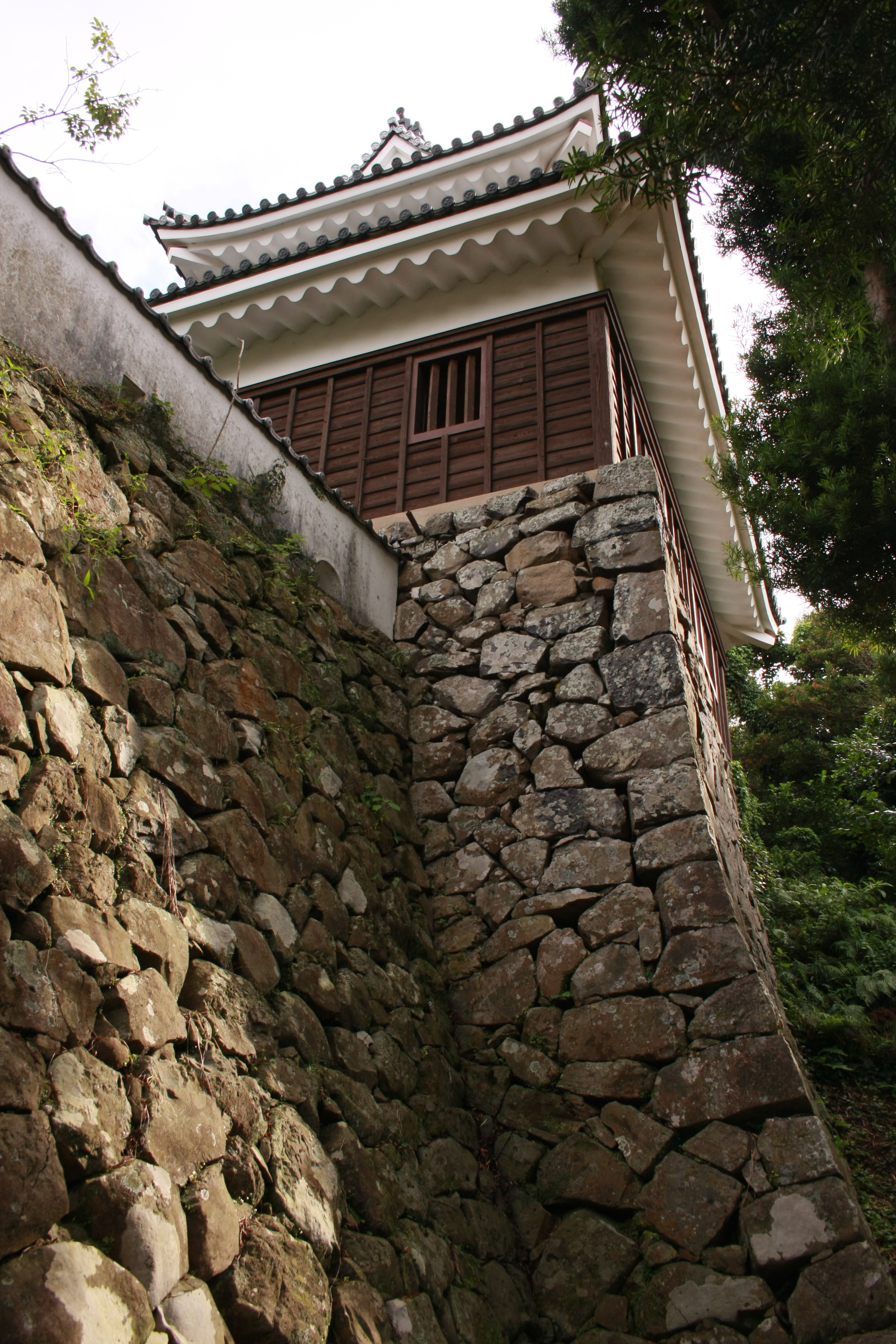
地藏坂橹
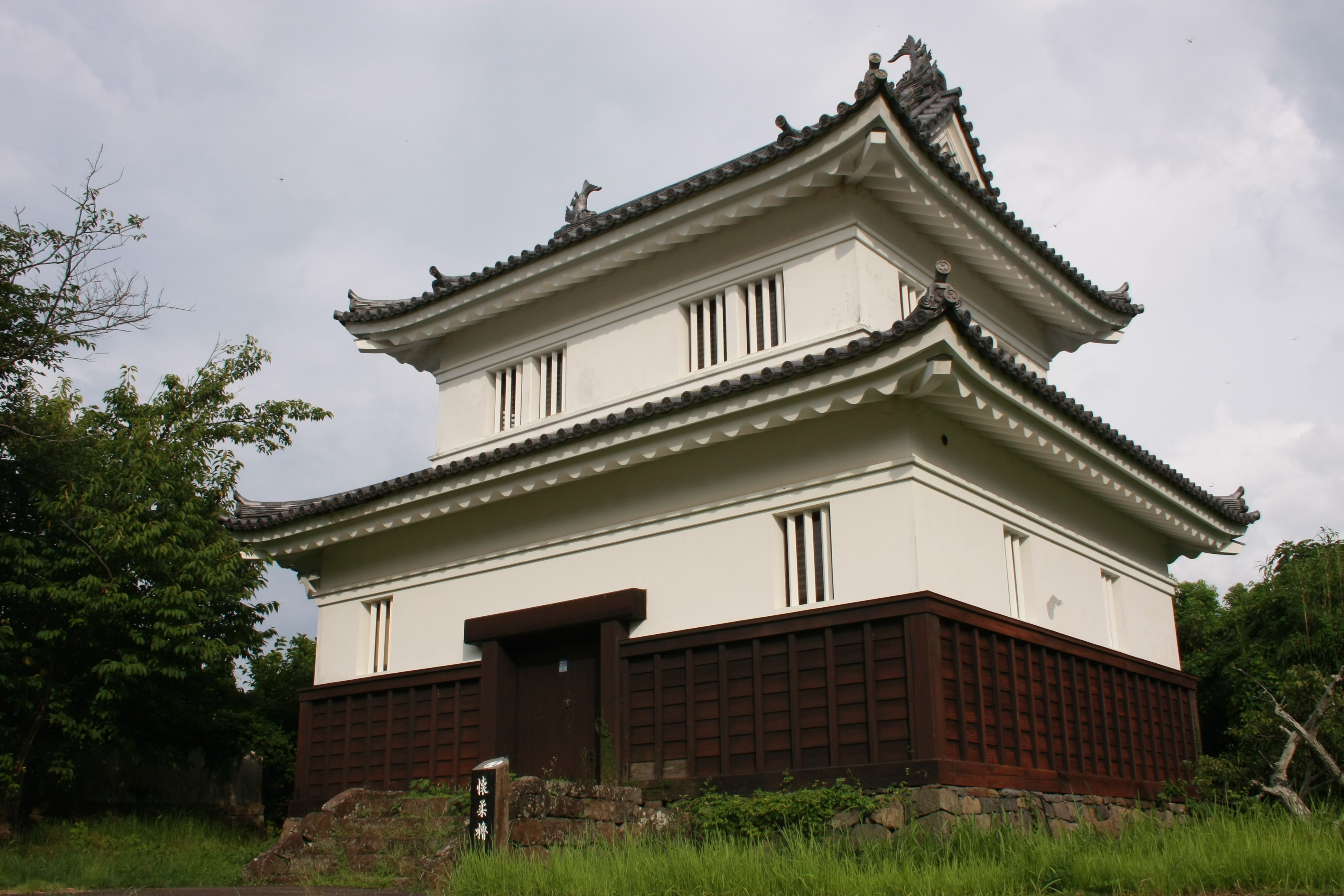
怀柔橹